# Perla (famiglia)
Iscritta nel Libro d'Oro della Nobilita italiana (Registro ufficiale dello Stato conservato nell'Archivio Centrale in Roma compilato dalla consulta araldica del Regno d'Italia, presso il Ministero dell'interno – Famiglia iscritta con R.D.27/12/25 e Regie Lett. Pat. del 12/4/26), nel Dizionario storico-blasonico delle famiglie nobili e notabili estinte e fiorenti edito presso la Direzione del Giornale araldico (Giovan Battista Crollolanza Vol II, pag.314 dell'edizione del 1888), e nell’Elenco storico della Nobiltà italiana dell'Ordine di Malta, con il titolo di conte e con la seguente arma: “D'azzurro alla conchiglia d'argento caricata di tre perle al naturale male ordinate col cupo di rosso ad una stella d'oro”, le origini della famiglia Perla risalgono al XV secolo.

## Le origini della famiglia
Capostipite in Italia fu Giovanni, aragonese e nobile di Saragozza, giunto dalla Spagna nel 1416 al seguito di re Alfonso I d'Aragona da cui fu nominato Regio Commissario in Salerno, che si stabilì in Napoli; tra il XV e XVI secolo si ricordano anche Pietro, capitano delle armi del Re Ferdinando II d'Aragona “in aiuto di quelle città assediate dai Turchi”, e ancora Giovanni, Dottore in Legge, inviato dal re Filippo II come suo ambasciatore presso la Repubblica di Venezia.
Nel XVII secolo, e precisamente il 30 aprile 1629, Francesco Perla sposa nella chiesa aversana di S. Nicola, Marina Mariniello di Lusciano (Caserta) (Atto di matrimonio del 30/4/1629 Parrocchia di S. Nicola di Aversa), dando così vita ad un legame, poi divenuto definitivo e stabile, con questo territorio.
L'anno dopo, nel 1630, nasce a Napoli suo figlio Domenico, che sposa, nel 1659, Agata Iovene la quale, però, morto prematuramente il marito e con tre figli adolescenti, Francesco (nato nel 1660), Apollonia (nata nel 1664) e Luca (nato nel 1667), forse in difficoltà economiche, si trasferisce presso la proprietà della suocera Marina Mariniello in Lusciano, dove muore solo tre anni dopo, nel 1683.
Qui stabilitisi, dunque, cinque anni dopo, il 1º luglio del 1688, suo figlio Francesco sposa Marina Sandella nella chiesa di S. Maria a Piazza ad Aversa (Registro dei matrimoni di S.Maria a Piazza Aversa: 1688/Fol 54) e da questo matrimonio nascono Domenico il 25 giugno 1689, Antonio il 18 agosto 1693, Giuseppe il 29 settembre 1695 ed Agata il 21 novembre 1697.
Domenico, il primogenito, sposa nel 1707 Grazia Rescigno e dal matrimonio nascono quattro figlie femmine e quattro figli maschi: Luca nato il 26 marzo 1712 e morto a 18 anni nel 1730, Luigi il 2 febbraio 1714, Saverio nato il 19 marzo 1720 e diversi anni dopo, nel 1733, Gaetano, dal quale, sposata nel 1758 la vedova Marianna Natoli, nascono quattro figli: Eleonora nel 1759, Saverio nel 1760, Luigia nel 1763 e, nel 1774, Domenico Perla, martire della Repubblica partenopea.

## Personaggi illustri della famiglia

### Domenico Perla (1774) Martire repubblicano
Domenico è uno dei martiri della Repubblica partenopea del 1799 condannati a morte dai Borboni, insieme a suo cognato Giuseppe Cotitta, marito della sorella Luigia “quando i Borboni mandarono a morte i più dotti e generosi nomi”, “in quella ecatombe che stupì il mondo civile e rese attonita l'Italia tutta”, e nella quale ebbero la morte figure come Domenico Cirillo, Eleonora Pimentel Fonseca, i principi Colonna e Serra di Cassano, Luigia Sanfelice, Francesco Bagno, solo per dirne alcuni.
Le notizie sui nomi dei condannati non sono mai state molto precise a causa dell'incendio che ai primi dell'800 distrusse l'archivio borbonico contenente gli atti del processo, così che le notizie di fondo sono attinte soprattutto dalla memoria dei protagonisti del tragico episodio.
In primo luogo Francesco Lomonaco, che all'eccidio era scampato.
Nella sua Tavola Necrologica pubblicata ai primi dell'800 nel Rapporto al cittadino Carnot, però, vi sono diverse imprecisioni, in quanto egli inserisce tra i condannati di Napoli anche coloro che, ancora prima, avevano trovato la morte nelle isole flegree, così come viene annoverato tra gli uccisi il capitano Antonio Velasco, che invece fu suicida, e mancano del tutto il sacerdote Vincenzo Troisi, il capitano Carlo Romeo, lo studente Cristoforo Grassi. Più preciso è il D'Ayala, il vecchio generale anch'egli scampato di un soffio alla morte per impiccagione, che fornisce molte notizie anche biografiche dei martiri, nel suo Vite degl'Italiani benemeriti della libertà e della patria uccisi dal Carnefice, edito in Roma dopo la sua morte nel giugno 1883: nel suo volume vi è quell'Indice de'Martiri dal quale sono stati tratti i nomi che oggi figurano sulla lapide apposta all'ingresso di Palazzo S. Giacomo nel 1865.
Pure preciso è l'elenco di Giustino Fortunato ne I Napoletani del 1799, del 1884, in quanto l'autore poté attingere direttamente dall'elenco dei Bianchi, i confrati che confortarono i condannati prima di salire al patibolo, elenco che comprende esattamente i nomi dei 99 martiri, quanti essi furono. Di rilievo, è ancora l'opera svolta da Diomede Marinelli, medico e fratello di uno dei condannati, grazie al quale si conosce la composizione di quella triste Giunta di Stato civile, presieduta da Felice Damiani, con Giuseppe Guidobaldi, Antonio Della Rossa, Vincenzo Speciale, Angelo Fiore, Gaetano Sambuto, Segretario Salvatore Di Giovanni, Boia Tommaso Paradiso. Fu proprio il Marinelli che la trascrisse il giorno in cui venne affissa alle mura del Convento di Monteoliveto in Via S. Anna de' Lombardi, nel punto in cui oggi vi è la lapide di P.E. Imbriani, apposta il 22 settembre 1864. Ad ogni modo, il nome di Domenico Perla, tra i martiri, è inserito sia nella Tavola Necrologica del Lomonaco, sia nei Napoletani del 1799 di Fortunato, (G. Fortunato, I napoletani del 1799, Napoli 1884) sia nell'opera del d'Ayala, laddove è proprio da quest'ultimo che ci pervengono le notizie maggiori, anche biografiche.
Domenico ha solo 20 anni quando, nel 1794 raggiunge Napoli, partecipando attivamente ai primi moti ed agevolando la entrata dei Francesi in città, ed è ancora a Napoli il 24 gennaio 1799, primo giorno della Repubblica, quando in Piazza Plebiscito vengono bruciati gli editti borbonici. Quando le cose cominciarono a mettersi male per la Repubblica, con i Borboni e Nelson alle porte, convinto dal fratello Saverio, che con sua moglie Raffaella Sorcolati viveva a Ducenta, lascia Napoli e lo raggiunge. Saputo però della strenua resistenza che veniva opposta ai Borboni a Barra, Resina e San Giorgio a Cremano, torna subito a Napoli, armato di un fucile detto “canna di Spagna” preso nella casa di Ducenta e di proprietà del primo marito della Sorcolati, dove combatte sul ponte della Maddalena e nella difesa di Castelnuovo. Dopo la capitolazione del 19 giugno, riconosciuto, viene arrestato con il cognato a Capodichino e, condannato a morte, fu tra i primi ad essere impiccato, per mano del boia Tommaso Paradiso, il mattino del 7 luglio del 1799 sul patibolo eretto al Ponte di Casanova.
“Non era entrato neppure da un mese il Cardinale quando tra le prime vittime dopo il Caracciolo fu Domenico Perla” (così D'Ayala e Fortunato). “A pubblico spettacolo di popolo le prime esecuzioni ebbero luogo di domenica, fuori Porta Capuana, al Ponte di Casanova. Perla e Cotitta erano cognati”. (così Marinelli). Resta di lui il nome sulla nota lapide affissa alle porte di Palazzo S. Giacomo, sede del Comune di Napoli e, da qualche anno, una strada intitolatagli dal Comune di Aversa.
Suo padre Gaetano e suo fratello Saverio, condannati all'esilio, si trasferirono in Sicilia, dove la figlia di quest'ultimo, Adelaide, diede alla luce, nel 1838, Giuseppe Cesare Abba, letterato e componente della spedizione garibaldina dei Mille ma anche pronipote, dunque, di Domenico Perla.
Mentre suo cugino Nicola, già Sindaco e autoproclamatosi Presidente del Municipio repubblicano, venne accusato dal Notaio Vincenzo Pagano, il quale, circa un anno prima, il 4 dicembre 1798, aveva sposato proprio Saveria Perla, sorella di Nicola, di aver aderito alla Rivoluzione e venne per questo tratto in arresto.

### Nicola Perla (1827) Medico alienista
Nato da Salvatore Perla,“possidente luscianese”, e Carolina Vassallo l'11 settembre 1827.
Laureato in Medicina, e formatosi con Giovanni Sannicola, noto scienziato e studioso dell'epoca (la cui sorella Rachele, peraltro, aveva sposato Pasquale Perla, nato nel 1803 e fratello di suo padre Salvatore), Nicola Perla è stato uno dei più noti psichiatri del suo tempo. Ordinario presso il Manicomio di Aversa, medico nelle case di pena, nonché nell'Ospizio di S. Lorenzo e nell'Ospedale Annunziata di Aversa, è ricordato come attivo membro delle principali società scientifiche e letterarie dell'epoca nonché per le sue numerose pubblicazioni, peraltro oggi riscoperte dalla moderna scienza psichiatrica.
Conservata anche presso il Museo Campano di Capua, è nota la sua traduzione delle “Lezioni cliniche di Medicina mentale del Falret” del 1857, accompagnata “da note e osservazioni quanto mai dotte e lodate dallo stesso Falret” (così nel volume per il Centenario del Manicomio di Aversa – 1913).
Direttore della “Gazzetta di medicina mentale del Regno d'Italia”, con il Sannicola, sono note anche le sue “Memorie sulla follia puerperale” del 1860, il “Repertorio psicologico medico delle malattie mentali e della medicina legale” del 1861, “Sulla dottrina omeopatica” del 1859 “e “Sull'uso dei narcotici nel trattamento dell'alienazione mentale” del 1858, oltre a numerose altre pubblicazioni minori.
Inserito dal Lauri nel suo noto Dizionario dei cittadini notevoli di Terra di Lavoro, sposò Sofia Bosco, figlia del Presidente dalla Corte d'Appello di Napoli ed ebbe un'unica figlia, Giulia, nata nel 1965, della quale non può non ricordarsi che sposerà, divenuta adulta, un appartenente alla stessa famiglia, circostanza per la quale occorrerà un'apposita dispensa, ovvero Raffaele Perla.

### Luigi Perla (1832) Giurista
Nato da Raffaele Perla (non il giurista) noto medico, e da Raffaella Granito, il 19 marzo 1832.
Luigi è stato un valente avvocato demanialista, in rapporti di stretta amicizia con figure quali Mariano d'Ayala, Carlo Pavone, Nicola Nisco, Giuseppe Pisanelli, del quale scrive, alla sua morte, nel 1870, le “Onoranze”, nonché autore di numerose opere sia di carattere giuridico che storico conservate presso il Museo Campano di Capua e si trasferisce, proprio per la sua professione, in S. Maria Capua Vetere ove aveva ed ha sede il Tribunale. Sposatosi con Maria Papa, ha quattro figli: Rosa, Laura, Clelia e Raffaele nato il 23 novembre 1858.

### Raffaele Perla (1858) Giurista, Magistrato, Presidente del Consiglio di Stato, Deputato, Senatore
Iscritto poco più che diciassettenne alla facoltà di diritto dell'Università di Napoli, dove è allievo di De Sanctis, del Settembrini e dello Spaventa, si afferma subito come autore di importanti lavori sia in campo giuridico che letterario. Sono di questo periodo un commento, in latino, sul De Legibus di Cicerone, e due ampie monografie “La legislazione normanna-sveva” e “Il Regno di Guglielmo I di Sicilia”. Laureatosi nel 1879, a soli 21 anni, inizia l'attività forense, e nel contempo pubblica “Le Assise dei Re di Sicilia”, “Il diritto Longobardo negli usi e nelle consuetudini delle città del Napoletano” “Del diritto romano giustinianeo nelle provincie meridionali d'Italia prima delle Assise Normanne”. Tali ultime pubblicazioni oltre che affermarlo come uno dei maggiori studiosi italiani della storia del diritto, gli valgono il conferimento della cattedre di Storia del diritto nell'Università di Napoli. Lasciata la libera professione, entra in Magistratura, divenendo giudice nel Tribunale di Napoli, pubblicando ancora due importanti volumi “La città di Santa Maria Capua Vetere e la sigla S.P.Q.C.” e “Capua Vetere”. Per la sua brillante attività di magistrato viene chiamato da Zanardelli all'Ufficio legislativo del Ministero dove è tra i principali elaboratori, tra l'altro, del Codice Penale, ed estensore del Codice della Navigazione.
Nel 1891 vince il concorso al Consiglio di Stato dove è prima giudice referendario della IV Sezione presieduta da Silvio Spaventa, e ne è poi Presidente.
Divenuto deputato al Parlamento nel 1900 e Senatore nel 1909, nel 1916 diviene Presidente del Consiglio di Stato rimanendo tale fino al 1928, insignito del titolo di Conte, nel 1923 diviene Vice Presidente del Senato. In quel consesso, è Presidente della Commissione d'accusa presso l'Alta Corte di Giustizia, Presidente dell'Ufficio Centrale per l'esame del disegno di legge sulla riforma della rappresentanza politica, vice Presidente della Commissione parlamentare sui codici, Vice Presidente del consiglio dell'Ordine Mauriziano.
È altresì Presidente del Comitato Superiore amministrativo per le colonie, Presidente della Commissione per il riordino della finanza locale e Presidente della Commissione per il progetto di legge sull'assicurazione obbligatoria contro le malattie, nonché membro della Commissione per lo studio e le proposte di modificazione alla legislazione amministrativa, della commissione d'inchiesta per la pubblica istruzione, della Commissione di statistica e legislazione presso il Ministero della Giustizia. Ancora, Giudice del Tribunale supremo di guerra e di marina, del contenzioso diplomatico e Vice Presidente della Giunta araldica.
Anticipatore nel campo del diritto, soprattutto amministrativo, ancora oggi la sua giurisprudenza è citata per la sua sicurezza e autorevolezza. Alla morte, avvenuta l'8 dicembre 1936, desiderò di non essere commemorato né al Parlamento, dove era stato 36 anni, né al Consiglio di Stato, dove pure era stato 27 anni; pur tuttavia sono innumerevoli le voci che si alzarono alla sua scomparsa per attestare la stima e l'affetto, dalle più alte cariche dello Stato ai semplici cittadini.
Gli sono state intitolate una strada in Lusciano, paese di origine della sua famiglia, di fronte alla casa comunale, (Deliberazione del consiglio comunale n. 21 del 16 aprile 195) nonché una strada ed una scuola in S. Maria Capua Vetere (Deliberazione del consiglio comunale n.81 del 15 marzo 1954) dove gli è stata pure dedicata una imponente commemorazione durante la quale, all'inaugurazione della nuova sede del tribunale, è stata ivi apposta una lapide in suo onore (Deliberazione del consiglio dell'Ordine degli Avvocati di S.Maria C.V. del 18 maggio 1954).
Raffaele Perla è citato nella Enciclopedia Britannica, nella Rizzoli-Larousse e nella Treccani (Volume XXVI, pag.771) e nel 2011 è stato tra le figure ricordate nelle celebrazioni per i 180 anni del Consiglio di Stato in Roma (Discorso del Presidente de Lise del 23 giugno 2011.)

### Nicola Perla (1871) Avvocato e Sindaco
Nicola, nato nel 1871, è stato noto avvocato civilista e Sindaco di Lusciano per moltissimi anni, fino alla morte il 20 gennaio 1936, nonché Segretario Capo del Manicomio di Aversa e Commissario prefettizio. Sposata Natalia Pagano il 23 ottobre 1908, figlia del Sindaco di Lusciano dell'epoca, Notaio Vincenzo Pagano, nipote diretto dello stesso omonimo Notaio Vincenzo Pagano che circa 100 anni prima aveva denunciato il sempre omonimo Nicola Perla, perché repubblicano, di lui si ricorda, oltre a diverse pubblicazioni di carattere giuridico, l'essere stato protagonista, il 29 aprile del 1929, di uno degli ultimi duelli d'onore all'arma bianca, prima della loro abolizione nell'anno successivo da parte del Codice Rocco, e che si svolse in località Ischitella, secondo le regole cavalleresche, con padrini e medici, e del quale sono perfettamente conservati tutti gli atti e i verbali.

## Gaetano (1914) e Cesare (1920) Perla
Tra i figli di Nicola si ricordano Gaetano, nato il 31 luglio 1914, per essere stato anche'egli Segretario del Manicomio di Aversa, e Cesare nato il 19 ottobre 1920, già Cavaliere e Grand'Ufficiale, insignito, nel 1991, della medaglia di bronzo di benemerito della pubblica finanza e della cittadinanza benemerita di Aversa, nel 1985.